# 내트
내트(nat)는 e을 밑으로 하는 정보 단위로, 1 니트는 약 1.443 비트이다.
정보 단위를 환산할 때 로그를 사용하는데, 비트는 2를 밑으로 하는 이진 로그를, 트리트는 3을 밑으로 하는 로그를, 밴은 10을 밑으로 하는 상용로그를 사용하는데 내트는 e를 밑으로 하는 자연로그를 사용한다. 그렇기 때문에 정보 단위간 환산에 용이하다.
내트는 니트(Nit), 네피트(Nepit)로도 불린다. 이는 내트를 영어로 'Natural Digit'이라고도 하기 때문이다.
내트의 단위 환산은 다음과 같다.
| 이름   | 정확한 값 | 근삿값    |
| ------ | --------- | --------- |
| 비트   | lb(e)     | 0.693 nat |
| 트리트 | log3(e)   | 1.098 nat |
| 밴     | lg(e)     | 2.30 nat  |

## 같이 보기
- 로그
- 상용로그
- 자연로그
- 자연로그의 밑
- 비트
- 트리트
- 밴
- 정보 단위